# Katolička Crkva u Francuskoj
Katolička Crkva u Francuskoj (fr. Église catholique en France) dio je sveopće Katoličke Crkve u zajedništvu s papom i Rimskom kurijom. Utemeljena još u 2. stoljeću, često se naziva »najstarijom kćeri Crkve« (fr. fille aînée de l'Église). Prema procjenama broji između 30 i 50 milijuna vjernika, što je čini najbrojnijom vjerskom zajednicom u Francuskoj (43 %, 2019.). Ustrojena je u 104 dijeceze i više od 12 000 župa te obuhvaća oko 45 000 crkava, kapela i drugih vjerskih građevina diljem Francuske.
Prvi pisani spomen kršćanstva na francuskom tlu odnosi se na Irenejev opis smrti sv. Potina iz Lugdunuma (današnjeg Lyona) i inih mučenika lyonskih progona 177. godine. Na Badnjak 496. Remigije, reimski biskup, krstio je franačkog kralja Klodviga I., u čemu su ga slijedili brojni njegovi, dotad poganski podanici, uspostavljajući političke, diplomatske i međudržavne odnose sa Svetom Stolicom. Papa Lav II. okrunio je Karla Velikog kraljem Svetog Rimskog Carstva, oblikujući političke i religijske temelje kršćanstva u Europi. Snažnu, tisućljetnu povezanost Crkve i francuske države prekinula je Francuska revolucija, koja je bila protukatolički nastrojena te čije je glavno obilježje bila dekristijanizacija i progoni klera i katoličkog pučanstva. Unatoč preporodu katoličanstva u poslijerevolucionarnom razdoblju francuske državnosti, revolucionarno naslijeđe iznjedrio je sekularistički svjetonazor (fr. Laïcité), određen u prvom članku francuskog Ustava.
Poznatije katoličke crkve i građevine u Francuskoj uključuju Notre Dame, Katedrala u Chartresu, Katedrala u Reimsu, Bazilika Svetog Srca u Parizu, La Madeleine, Katedrala u Amiensu te nacionalno svetište Lourdes. Među poznatijim svecima Katoličke Crkve iz Francuske ističu se Margareta Marija Alacoque, Anzelmo Canterburyjski, sv. Genoveva, Grgur Tourski, Ivana Orleanska, sv. Irenej, Katarina Laboure, Luj IX., sv. Mala Terezija, sv. Martin, Ljudevit Montfortski, sv. Rok, Franjo Saleški, Ivan Vianney i Vinko Paulski.

## Ustroj
- Metrpoplije
  - sufragani

| - Besançon - Belfort-Montbéliard - Nancy - Saint-Claude - Saint-Dié - Verdun - Bordeaux - Agen - Aire sur Adour - Bayonne - Périgueux - Clermont-Ferrand - Le Puy-en-Velay - Moulins - Saint-Flour - Dijon - Autun - Nevers - Sens - Mission de France - Lille - Cambrai - Arras (Boulogne, Saint-Omer) - Lyon (nadbiskup ima titulu primas Galije) - Annecy - Belley-Ars - Chambéry - Grenoble - Saint-Etienne - Valence - Viviers - Marseille - Aix-en-Provence - Ajaccio - Avignon - Carpentras - Digne - Fréjus et Toulon - Gap - Nice - Montpellier - Béziers - Agde - Carcassonne - Mende - Nîmes - Perpignan-Elne | - Paris - Créteil - Evry-Corbeil-Essonnes - Meaux - Nanterre - Pontoise - Saint-Denis - Versailles - Poitiers - Angoulême - La Rochelle - Limoges - Tulle - Reims - Amiens - Beauvais - Châlons - Langres - Soissons - Troyes - Rennes - Angers - Laval - Le Mans - Luçon - Nantes - Quimper (Léon) - Saint-Brieuc - Vannes - Rouen - Bayeux - Coutances - Evreux - Le Havre - Sées - Toulouse - Albi - Auch - Cahors - Montauban - Pamiers - Rodez - Tarbes et Lourdes - Tours - Blois - Bourges - Chartres - Orléans |

Izravno odgovorne Svetoj Stolici:
- Strasbourg
- Metz
- Vojni ordinarijat

Ostale dijeceze:
- Apostolski egzarhat u Francuskoj, Beneluxu i Švicarskoj za Ukrajince
- Armenska katolička eparhija Sainte-Croix-de-Paris
- Maronitska katolička eparhija Gospe Libanonske u Parizu

## Svetišta
Bazilika Svetog Srca i Notre Dame najpoznatije su crkve u Parizu. Najveće francusko svetište je Lourdes (Gospa Lurdska). Cotignac u Provansi poznat je kao „selo Svete Obitelji”, a u njegovoj blizini nalaze se svetišta Gospe od Milosti i sv. Josipa.

## Vanjske poveznice
|  | Zajednički poslužitelj ima još gradiva o temi Katolička Crkva u Francuskoj |